# Stéphane Ganeff
Stéphane Michiel Ivan Ganeff, né le 18 janvier 1959 à La Haye, est un escrimeur belge naturalisé néerlandais. Il a représenté la Belgique aux Jeux olympiques de 1980 et 1984 et les Pays-Bas aux Jeux de 1988. Spécialiste de l'épée, il a aussi tiré au fleuret aux Jeux olympiques.
C'est sous les couleurs belges qu'il a remporté la seule médaille internationale de sa carrière, aux premiers championnats d'Europe d'escrime en 1981 à Foggia : l'argent à l'épée individuelle.

## Palmarès
- Championnats d'Europe d'escrime
  -  Médaille d'argent aux championnats d'Europe d'escrime 1981 à Foggia